# Millotsaphanidius costatus
Millotsaphanidius costatus är en skalbaggsart som först beskrevs av Hintz 1911.  Millotsaphanidius costatus ingår i släktet Millotsaphanidius och familjen långhorningar. Inga underarter finns listade i Catalogue of Life.